# Foresta decidua secca del Madagascar occidentale
La foresta decidua secca del Madagascar occidentale è una ecoregione che occupa la parte nord-occidentale del Madagascar.
Questa ecoregione, caratterizzata da un alto grado di endemismi sia botanici che zoologici, include due aree geografiche distinte: la parte settentrionale del Madagascar ed il versante occidentale dell'isola, dalla penisola di Ampasindava a nord sino a Belo Sur Tsiribihina. Una parte significativa della superficie originariamente ricoperta dalla foresta decidua secca è stata disboscata, sotto la pressione del pascolo e dell'agricoltura, e le foreste rimanenti sono frammentate.
Tipiche di questa ecoregione sono le caratteristiche formazioni rocciose calcaree di aspetto a guglia, note come tsingy, (in lingua malgascia = ago), di cui le più spettacolari si trovano all'interno della Riserva naturale integrale Tsingy di Bemaraha, dichiarata patrimonio dell'umanità dell'UNESCO.
L'ecoregione è inclusa nella lista Global 200 con il nome di foreste aride del Madagascar (Madagascar Dry Forests).

## Flora
La foresta è formata prevalentemente da specie decidue, cioè che perdono le foglie nella stagione secca (da maggio a ottobre).
Le famiglie prevalenti sono Leguminosae, Bignoniaceae, Euphorbiaceae, Sapindaceae e Anacardiaceae.
Tra le specie più caratteristiche ci sono l"albero di fuoco" (Delonix regia), essenze pregiate come il palissandro (Dalbergia spp.), diverse specie di Pachypodium (Apocynaceae) e le diverse specie di baobab tra cui il maestoso baobab del Madagascar (Adansonia madagascariensis), il baobab di Perrier (Adansonia perrieri)  e il baobab di Suarez (Adansonia suarezensis),  endemici di quest'area.
Tra i numerose endemismi presenti si possono citare Euphorbia ankarensis, Euphorbia perrieri, Hernandia voyroni, Hildegardia erythrosiphon.

## Fauna
L'habitat della foresta decidua secca è congeniale a diverse specie di lemuri alcune delle quali endemiche dell'ecoregione: tra di esse il sifaka dalla corona dorata (Propithecus tattersalli), il sifaka di Perrier (Propithecus perrieri), il maki mongoz (Eulemur mongoz), il lepilemure di Milne-Edwards (Lepilemur edwardsi), il microcebo di Ravelobe (Microcebus ravelobensis), il microcebo rosso settentrionale (Microcebus tavaratra) e il microcebo pigmeo (Microcebus myoxinus).
La foresta è anche uno degli habitat primari del fossa (Cryptoprocta ferox), il maggiore carnivoro del Madagascar. Altri mammiferi endemici dell'ecoregione sono il ratto di foresta occidentale (Nesomys lambertoni) e il topo maggiore dai grandi piedi (Macrotarsomys ingens).
Nell'ecoregione sono presenti più di tre quarti delle specie di uccelli censite nell'isola; tra di essi il vanga di Van Dam (Xenopirostris damii) e la mesena dal petto bianco (Mesitornis variegatus) sono endemismi esclusivi della foresta decidua.

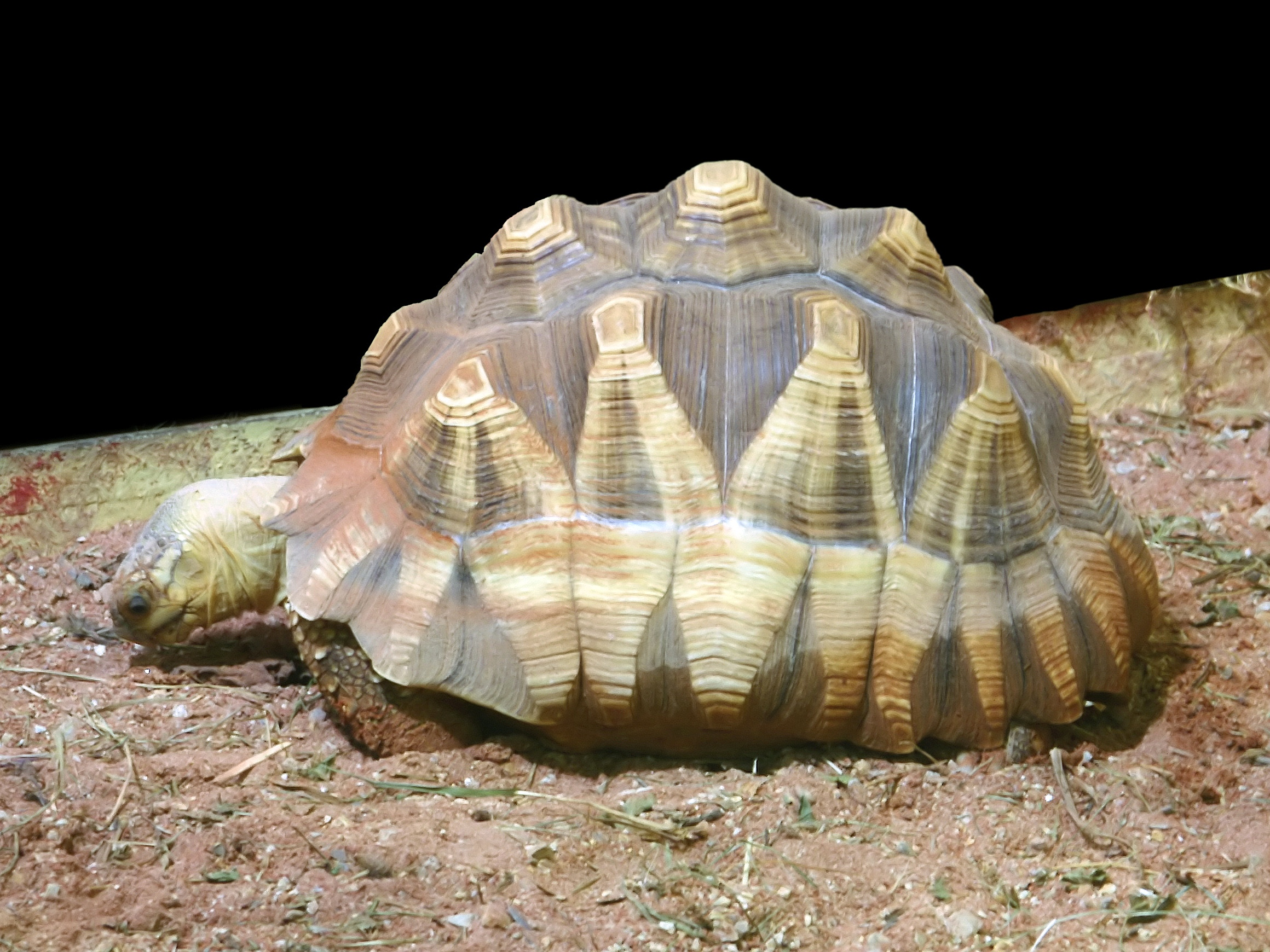
Astrochelys yniphora

Molto ricco il contingente dei rettili presenti. Tra di essi vi sono due rare testuggini in pericolo critico di estinzione: Astrochelys yniphora, che ha come habitat esclusivo le foreste di bamboo della baia di Baly, ed Erymnochelys madagascariensis, rinvenibile sugli argini dei fiumi del versante occidentale dell'isola, dal Sambirano a nord sino al Mangoky a sud..
Tra i serpenti merita una menzione il serpente arboreo Lycodryas citrinus, endemico della regione degli  Tsingy di Bemaraha e di Namoroka. Altre specie endemiche dell'ecoregione sono i camaleonti Brookesia bonsi, Brookesia decaryi, Brookesia exarmata, Brookesia perarmata, Furcifer tuzetae, Furcifer rhinoceratus e Furcifer angeli e i gechi Paroedura maingoka, Paroedura vazimba, Paroedura tanjaka, Uroplatus geuntheri e Lygodactylus klemmeri, quest'ultimo con areale ristretto agli Tsingy di Bemaraha. La regione ospita inoltre diverse specie di scinchi tra cui Mabuya tandrefana, Pygomeles braconnieri e Androngo elongatus. Tra le specie scoperte recentemente nell'habitat degli tsingy vanno ricordate infine Zonosaurus bemaraha e Zonosaurus tsingy.

## Conservazione
Lo stato attuale della foresta decidua secca è caratterizzato da una notevole frammentazione: la maggior parte dei lembi di foresta residua ha una superficie inferiore ai 35 km²; solo 5 frammenti hanno una superficie maggiore di 500 km². Alcuni dei frammenti più estesi ricadono all'interno di aree naturali protette: tra i maggiori vi sono il parco nazionale di Ankarafantsika (605 km²) e la Riserva naturale integrale Tsingy di Bemaraha (1520 km²).
Le minacce principali alla sua sopravvivenza sono gli incendi dolosi appiccati per ottenere terreno per il pascolo e l'agricoltura.